# Jesús Castro (attore)
Jesús Castro Romero (Vejer de la Frontera, 19 gennaio 1993) è un attore spagnolo.

## Filmografia parziale

### Cinema
- El Niño, regia di Daniel Monzón (2014)
- La isla mínima, regia di Alberto Rodríguez Librero (2014)
- Hombre muerto no sabe vivir, regia di Ezekiel Montes (2021)

### Televisione
- Mar de plástico - serie TV, 13 episodi (2015)
- Il Principe - Un amore impossibile (El Príncipe) - serie TV, 10 episodi (2015-2016)
- Perdóname, señor - serie TV, 8 episodi (2017)
- La Regina del Sud (La Reina del Sur) - serie TV, 2 episodi (2019)
- Secretos de Estado - serie TV, 13 episodi (2019)
- Brigada Costa del Sol - serie TV, 13 episodi (2019)
- Il diario di un gigolò (Diario de un Gigoló) - serie TV, 10 episodi (2022)